# مارلن فيتزواتر
مارلن فيتزواتر (بالإنجليزية: Marlin Fitzwater)‏ (و. 1942 – م) هو صحفي من الولايات المتحدة الأمريكية . تولى منصب السكرتير الصحفي للبيت الأبيض .
وهو عضو في الحزب الجمهوري .

## التعليم
تعلم في جامعة ولاية كنساس.

## جوائز وترشيحات
حصل على جوائز منها:
- Presidential Citizens Medal.